# Il secondo tragico libro di Fantozzi
Il secondo tragico libro di Fantozzi è il secondo romanzo scritto da Paolo Villaggio e pubblicato nel 1974 a Milano da Rizzoli Editore. Come il primo libro questa è una raccolta di racconti in cui protagonista è Ugo Fantozzi, lo sfortunato ragioniere che, in compagnia della moglie Pina e dell'orrenda figlia Mariangela, riceve colpi bassi tutti i giorni dai megadirettori galattici, dai colleghi Fracchia e Calboni e dalla tremenda signorina Silvani.
Da questo libro e dal primo è stata ispirata la sceneggiatura per il film Il secondo tragico Fantozzi dove spiccano i racconti de La corazzata Potëmkin e della serata al night club "Ippopotamo".

## Trama
In questo secondo romanzo delle avventure di Fantozzi, le situazioni si fanno ancora più grossolane, più grottesche e tragicomiche del primo. Ugo Fantozzi, sempre sotto la pressione dei direttori, dei colleghi e della convivenza con moglie e figlia, tenta disperatamente di guadagnarsi un briciolo di dignità ma senza successo. In questo libro sono da ricordare il tremendo appuntamento con la Silvani al ristorante giapponese. Fantozzi non sa assolutamente nulla della cultura orientale e così finisce per sbaglio per consegnare il cane della collega in mano ai cuochi che lo servono a tavola. Famose sono anche le serate in cui il povero Fantozzi è costretto da un fanatico del cinema russo ad assistere alle proiezioni de La corazzata Potëmkin, definita in seguito dal ragioniere come una "cagata pazzesca" e le vacanze disperate finanziate da lui con la signorina Silvani a Porto Rotondo.

## Sommario dei racconti
- Lettera al Direttore Amministrativo
- Come Fantozzi fece conoscenza col suo nemico
- Un vecchio rimedio sicuro contro il raffreddore
- Al ristorante giapponese
- Al salone della nautica
- La pillola miracolosa
- Il ristorante più caro del mondo
- La camicia da trentamila lire
- A Porto Rotondo
- Un ristorante alla moda
- In America
- Una partita a biliardo
- L'entrata in guerra
- In serata al night club
- Un errore clamoroso: una vacanza a Cortina d'Ampezzo
- Fantozzi e la Corazzata Potemkin
- Fantozzi e Canzonissima
- Il Rag. Bambagi si licenzia
- I Templari della Montagna dei 7 Soli